# Copelatus garambanus
Espèce
Copelatus garambanus est une espèce d'insectes coléoptères de la famille des Dytiscidae (dytiques) du genre Copelatus. Elle a été décrite par Félix Guignot en 1955.